# Augustin Keller (homme politique)
Pour les articles homonymes, voir Augustin Keller et Keller.
Augustin Keller, né le 10 novembre 1805 à Sarmenstorf et mort le 8 janvier 1883 à Lenzbourg, est une personnalité politique suisse.

## Biographie
Il fait ses études dans la ville d'Aarau jusqu'en 1825 avant de partir étudier à Munich et Breslau jusqu'en 1830. Il est nommé instituteur à Lucerne en 1831, puis directeur de l'école normale cantonale argovienne de 1834 à 1856. Très influencé par le mouvement des Lumières, il est l'auteur de la loi refondant l'école primaire argovienne en 1835. Par la suite, il sera membre du conseil de l'école polytechnique fédérale de 1854 à 1881. 
Engagé politiquement au niveau cantonal (au Grand Conseil de 1835 à 1842, puis au Conseil d'État de 1856 à 1881), il l'est également au niveau fédéral où il est successivement député à la Diète fédérale en 1841, 1844 et 1845, membre du premier Conseil des États en 1848 (puis réélu de 1867 à 1881), conseiller national de 1854 à 1866 (il sera président du Conseil national en 1858).
Bien que catholique, il s'oppose à la politique du Vatican après la publication du dogme de l'infaillibilité pontificale à la suite du Ier concile œcuménique du Vatican et fonde successivement l'Association suisse des catholiques libéraux (en 1871) puis l'Église catholique-chrétienne de Suisse (en 1874, également appelée Église vieille-catholique de Suisse). En 1841, il fait campagne pour la suppression des couvents d'Argovie et contre l'appel des jésuites en Suisse, revendications qui vont déboucher sur l'affaire du Sonderbund. Il soutient également l’émancipation des Juifs de Suisse pour qu'ils obtiennent les mêmes droits civils que les citoyens non juifs, en particulier dans des lettres de 1852 et dans un discours du 5 mai 1862.

## Divers
- Il est fait docteur honoris causa de l'université de Berne en 1864.
- Une loge juive du B'nai B'rith a été nommée en son honneur à Zurich en 1909[3].
- Une rue (Augustin Keller-Strasse) a été baptisée en son honneur dans la ville d'Aarau.

## Sources bibliographiques
- Ressource relative à la vie publique :   - Parlement suisse
- Notices dans des dictionnaires ou encyclopédies généralistes :   - Brockhaus
  - Deutsche Biographie
  - Dictionnaire historique de la Suisse
- Notices d'autorité :   - VIAF
  - ISNI
  - IdRef
  - LCCN
  - GND
  - Pays-Bas
  - NUKAT
  - Tchéquie
  - WorldCat